# Conospermum acerosum
Conospermum acerosum (лат.) — кустарник, вид рода Коноспермум (Conospermum) семейства Протейные (Proteaceae), эндемик Западной Австралии.

## Ботаническое описание
Conospermum acerosum — веретенообразный кустарник, прямостоячий или раскидистый, высотой от 0,3 до 1,7 м, обычно с несколькими неразветвлёнными стеблями, растущими от основания растения. Тонкие игольчатые листья длиной до 10 см и плотные соцветия-метёлки белых, красных или розовых цветков, каждая около 8 мм в длину.

## Таксономия
Впервые вид был официально описан английским ботаником и садоводом Джоном Линдли в 1839 году в его книге A Sketch of the Vegetation of the Swan River Colonyпо, по образцах, собранных Джеймсом Драммондом. Линдли назвал C. acerosum «странным видом», который «может быть ошибочно принят за Colletia». С тех пор у него была совершенно несложная таксономическая история, без опубликованных номенклатурных или таксономических синонимов. Однако в 1995 году в рамках своей серии монографий по Conospermum для серии Flora of Australia Элеонора Беннетт опубликовала подвид C. acerosum hirsutum, основанный на материалах, собранных в 1901 году геологом и археологом Уильямом Дугальдом Кэмпбеллом; таким образом, также был введён автоним C. acerosum acerosum. C. acerosum acerosum имеет мелкие рыжие волоски вокруг цветков и гладкие стебли; подвид hirsutum имеет тонкие волоски на молодых стеблях и у основания листьев.

## Распространение
Conospermum acerosum — эндемик Западной Австралии. Встречается на песчаной почве, часто над латеритом, от реки Мерчисон к югу до мыса Луин. Таким образом, вид встречается в основном в биогеографических регионах Джералдтонских песчаных равнин и прибрежной равнины Суон, с некоторыми популяциями в регионах Эйвон-Уитбелт и Джаррах-Форест.

## Охранный статус
Вид классифицируется как не находящийся под угрозой.